# Jared Moskowitz
 (mai 2024).
Jared Evan Moskowitz, né le 18 décembre 1980 à Coral Springs en Floride, est un homme politique américain. Membre du Parti démocrate, il représente le vingt-troisième district congressionnel de la Floride à la Chambre des représentants des États-Unis depuis 2023.